# Krapina Selo
Krapina Selo es una localidad de Croacia situada en el municipio de Konjščina, en el condado de Krapina-Zagorje. Según el censo de 2021, tiene una población de 118 habitantes.